# Bisbat de Tapachula
El bisbat de Tapachula (castellà: Diócesis de Tapachula, llatí: Dioecesis Tapacolensis) és una seu de l'Església Catòlica a Mèxic, sufragània de l'arquebisbat de Tuxtla Gutiérrez, i que pertany a la regió eclesiàstica Pacífico-Sur. Al 2013 comptava amb1.488.000 batejats sobre una població de 1.773.000 habitants. Actualment està regida pel bisbe Leopoldo González González.

## Territori
La diòcesi comprèn els següents municipis de la part meridional de l'estat mexicà de Chiapas: Arriaga, Tonalá, Pijijiapan, Mapastépec, Motozintla, Siltepec, Bellavista, La Grandeza, Bejucal, Amatenango, Porvenir, Mazapa, Escuintla, Acacoyagua, Acapetahua, Huixtla, Pueblo Nuevo, Tuzantán, Tapachula, Huehuetán, Mazatán, Tuxtla Chico, Cacahoatán, Frontera Hidalgo, Metapa, Suchiate i Unión Juárez.
La seu episcopal és la ciutat de Tapachula, on es troba la catedral de Sant Josep.
El territori s'estén sobre 12.244 km², i està dividit en 47 parròquies.

## Història
La diòcesi va ser erigida el 19 de juny de 1957 mitjançant la butlla Cum Nos in Petri del Papa Pius XII, prenent el territori dels bisbats de Chiapas (avui bisbat de San Cristóbal de Las Casas). Originàriament era sufragània de l'arquebisbat d'Antequera.
El 27 ottobre 1964 cedí una porció de territori a benefici de l'erecció de la diòcesi de Tuxtla Gutiérrez. Contextualment cedí alguns municipis al bisbat de San Cristóbal de Las Casas.
El passà a formar part de la província eclesiàstica de l'arquebisbat de Tuxtla Gutiérrez.

## Cronologia episcopal
- Adolfo Hernández Hurtado † (13 de gener de 1958 - 6 de setembre de 1970 nomenat bisbe de Zamora)
- Bartolomé Carrasco Briseño † (11 de juny de 1971 - 11 de juny de 1976 nomenat arquebisbe d'Antequera)
- Juvenal Porcayo Uribe † (3 de juliol de 1976 - 30 de juny de 1983 mort)
- Luis Miguel Cantón Marín † (30 de març de 1984 - 10 de maig de 1990 mort)
- Felipe Arizmendi Esquivel (7 de febrer de 1991 - 31 de març de 2000 nomenat bisbe de San Cristóbal de Las Casas)
- Rogelio Cabrera López (16 de juliol de 2001 - 11 de setembre de 2004 nomenat bisbe de Tuxtla Gutiérrez)
- Leopoldo González González, des del 9 de juny de 2005

## Estadístiques
A finals del 2014, la diòcesi tenia 1.488.000 batejats sobre una població de 1.773.000 persones, equivalent al 83,9% del total.
| any  | població  | població  | població | sacerdots | sacerdots       | sacerdots       | sacerdots             | diaques | religiosos | religiosos | parròquies |
| ---- | --------- | --------- | -------- | --------- | --------------- | --------------- | --------------------- | ------- | ---------- | ---------- | ---------- |
| any  | batejats  | total     | %        | total     | clergat secular | clergat regular | batejats por sacerdot | diaques | homes      | dones      |            |
| 1966 | 375.553   | 390.553   | 96,2     | 22        | 17              | 5               | 17.070                |         | 11         | 50         | 10         |
| 1968 | 375.553   | 390.553   | 96,2     | 25        | 21              | 4               | 15.022                |         | 12         | 50         | 8          |
| 1976 | 416.000   | 520.000   | 80,0     | 41        | 37              | 4               | 10.146                |         | 4          | 76         | 18         |
| 1980 | 479.000   | 589.000   | 81,3     | 36        | 32              | 4               | 13.305                |         | 4          | 82         | 23         |
| 1990 | 823.036   | 930.451   | 88,5     | 50        | 48              | 2               | 16.460                |         | 2          | 112        | 32         |
| 1999 | 1.058.494 | 1.202.388 | 88,0     | 79        | 70              | 9               | 13.398                |         | 9          | 106        | 38         |
| 2000 | 1.093.198 | 1.238.459 | 88,3     | 70        | 61              | 9               | 15.617                |         | 9          | 106        | 38         |
| 2001 | 1.125.450 | 1.270.459 | 88,6     | 78        | 69              | 9               | 14.428                |         | 9          | 110        | 38         |
| 2002 | 1.271.750 | 1.325.416 | 96,0     | 70        | 62              | 8               | 18.167                |         | 8          | 112        | 38         |
| 2003 | 1.350.180 | 1.435.120 | 94,1     | 79        | 71              | 8               | 17.090                |         | 8          | 109        | 41         |
| 2004 | 1.365.230 | 1.524.120 | 89,6     | 83        | 75              | 8               | 16.448                |         | 8          | 103        | 41         |
| 2010 | 1.498.000 | 1.714.000 | 87,4     | 97        | 89              | 8               | 15.443                |         | 8          | 134        | 42         |
| 2014 | 1.488.000 | 1.773.000 | 83,9     | 101       | 90              | 11              | 14.732                |         | 11         | 131        | 47         |